# Viola neilreichiana
Viola neilreichiana är en violväxtart som beskrevs av Borb.. Viola neilreichiana ingår i släktet violer, och familjen violväxter. Inga underarter finns listade i Catalogue of Life.